# Bernie Frost
Bernard Frost, detto Bernie (... – 4 agosto 2019), è stato un chitarrista ed autore inglese, noto principalmente per avere contribuito a comporre brani di successo della rock band Status Quo.

## Biografia
Nel 1970 ebbe modo di fare la conoscenza di Francis Rossi, cantante e chitarrista degli Status Quo col quale cominciò una prolifica attività di scrittura, soprattutto in qualità di paroliere di molti nuovi brani, in maggior parte pubblicati dalla band inglese a partire dal 1978.
Il primo pezzo che i due composero insieme nei primi anni settanta fu “Naughty Girl”, un boogie-rock allegro e spensierato che verrà tuttavia pubblicato solo molti anni più tardi (nel 1986) col nuovo titolo di Dreamin' andando al n. 15 nelle classifiche dei singoli del Regno Unito.
Il primo album degli Status Quo in cui risultò accreditato quale autore fu Piledriver (1972), primo best seller del longevo gruppo inglese, dove partecipò insieme al bassista Alan Lancaster alla stesura del brano A Year.
Figurò poi stabilmente in qualità di coautore in un discreto numero di brani di tutti gli album degli Status Quo pubblicati a partire dal 1978, e contribuì alla scrittura di alcuni dei singoli di maggior successo della band negli anni ottanta quali What You're Proposing (al n. 2 UK nel 1980),  Rock'n'Roll (n. 8 in UK nel 1981) e Marguerita Time (n. 3 in UK nel 1983).
Quando, nel 1984, gli Status Quo si sciolsero provvisoriamente, incise due singoli insieme a Francis Rossi: Modern Romance (pubblicato nel maggio del 1985 ed andato al n. 54 UK) e Jealousy. La coppia Rossi/Frost incise anche un album intitolato Flying Debris che tuttavia (per ragioni mai chiarite) non fu mai pubblicato.
Frost continuò a collaborare con Rossi alla scrittura di nuovi pezzi per gli Status Quo fino al 1999, anno di pubblicazione dell'album Under the Influence, ultimo lavoro della band inglese nel quale figurano brani firmati anche da lui.
A partire dal 2001, Rossi preferì tornare a elaborare gran parte delle sue composizioni insieme a Bob Young, poeta ed autore con cui nei primi anni settanta aveva già dato inizio ad un prolifico sodalizio di scrittura.
Perse la vita il 4 agosto 2019, a causa di un linfoma.

## Discografia

### Singoli
- The House (1974)

Singoli incisi dalla coppia Rossi/Frost
- Modern Romance (1985) UK # 54
- Jealousy (1985)

### Album
- Flying Debris (inciso insieme a Francis Rossi e mai pubblicato, 1985)